# سیارک ۲۶۴۳۰
سیارک ۲۶۴۳۰ (به انگلیسی: 26430 Thomwilkason، نامگذاری:1999XW176)۲۶۴۳۰مین سیارک کشف شده‌است که در ۱۰ دسامبر ۱۹۹۹ کشف شد.